# Niederrœdern
Niederrœdern é uma comuna francesa na região administrativa de Grande Leste, no departamento Baixo Reno. Estende-se por uma área de 6,87 km². Em 2010 a comuna tinha 937 habitantes (densidade: 136,4 hab./km²).